# 处衢片

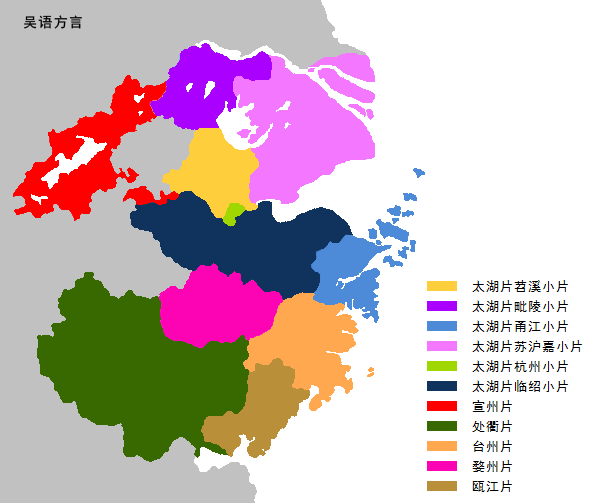
吴语分区

处衢片，由初版《中国语言地图集》首次提出，是吴语中最古老的一个方言片，日本汉方言学者秋谷裕幸在其所著的《吴语处衢方言(西北片)古音构拟》一书中详细例举了处衢片各方言点的语音诸多层次，有的方言点甚至保留了上古汉语的一些层次，处衢片以仙霞岭为中心点，东北为仙霞岭北千里岗南金衢盆地西部的龙衢小片；西北为怀玉山脉的三山小片；南部为浙闽丘陵的处州小片。
处衢片内部在吴语当中较为复杂，各小片内部大体可以相互交流。内部細分龙衢、三山、处州3个小片，三个小片的代表性方言衢州话、江山话、丽水话之间基本无法通话。

## 具体分区

### 龙衢小片
衢州市：柯城区、衢江区、龙游县

### 三山小片
衢州市：江山市、常山县、开化县
丽水市：遂昌县、松阳县、龙泉市、庆元县
上饶市：玉山县 、广丰区

### 处州小片
丽水市：莲都区、景宁畲族自治县、青田县、云和县
金华市：武义县柳城镇（原属丽水宣平县）
南平市：浦城县